# جيرهارد روث
جيرهارد روث (بالألمانية: Gerhard Roth)‏ هو كاتب وكاتب سيناريو نمساوي، ولد في 24 يونيو 1942 في غراتس في النمسا.

## وصلات خارجية
- جيرهارد روث على موقع IMDb (الإنجليزية)
- جيرهارد روث على موقع مونزينجر (الألمانية)
- جيرهارد روث على موقع قاعدة بيانات الفيلم (الإنجليزية)
- جيرهارد روث على موقع كينوبويسك (الروسية)